# Плато Біє
Плато Біє або Центральне плато Анголи — плато, що займає більшу частину Центральної Анголи.

## Географія
На півночі плато переходить у Південногвінейську височину та у западину Конго. На північному сході воно плавно переходить у плато Лунда, а на сході також плавно спускається до широкої долини Замбезі. На південний схід від плато Біє розташований басейн Калахарі та дельта Окаванго, а на півдні — регіон Овамболенд. На південному заході плато Біє переходить у гори Серра-да-Чела, які є частиною Великого Уступу. На заході плато спускається до вузької смуги низовин на узбережжі Атлантичного океану.
Центральна частина плато Біє має гористий рельєф, а південна частина рівнинна. Його середня висота становить 1520—1830 м над рівнем моря, а найвищою вершиною Біє є гора Моко висотою 2619 м.
Близько половини сільського населення Анголи проживає на плато Біє. Прохолодний клімат та достатня кількість опадів дозволяють вирощувати каву, кукурудзу, рис, сизаль, цукрову тростину та арахіс. Найбільшими містами регіону є Уамбо та Куїто. Із заходу на схід плато перетинає Бенгельська залізниця.

## Найбільші річки
У центральній частині плато Біє беруть початок багато великих і малих річок, які потім стікають з плато в різних напрямках.
- Кунене (довжина 1050 км) — тече на південь і впадає в Атлантичний океан;
- Кванза (довжина 965 км) — тече на північний захід і впадає в Атлантичний океан;
- Замбезі (довжина 2574 км) — тече на схід і впадає в Індійський океан;
- Кубанго-Окаванго (довжина 1700 км) — тече на південь, а потім на південний схід, впадає в Атлантичний океан;
- Кванго (довжина 1100 км) — притока річки Конго, тече на північ;
- Касаї (довжина 2153 км) — інша притока річки Конго, тече на схід, а потім на північ;
- Квілу[en] — велика притока Касаї, тече на північ.

Крім того, низка річок беруть початок у горах на захід від плато і стікають до Атлантичного океану.